# マット・ウィン

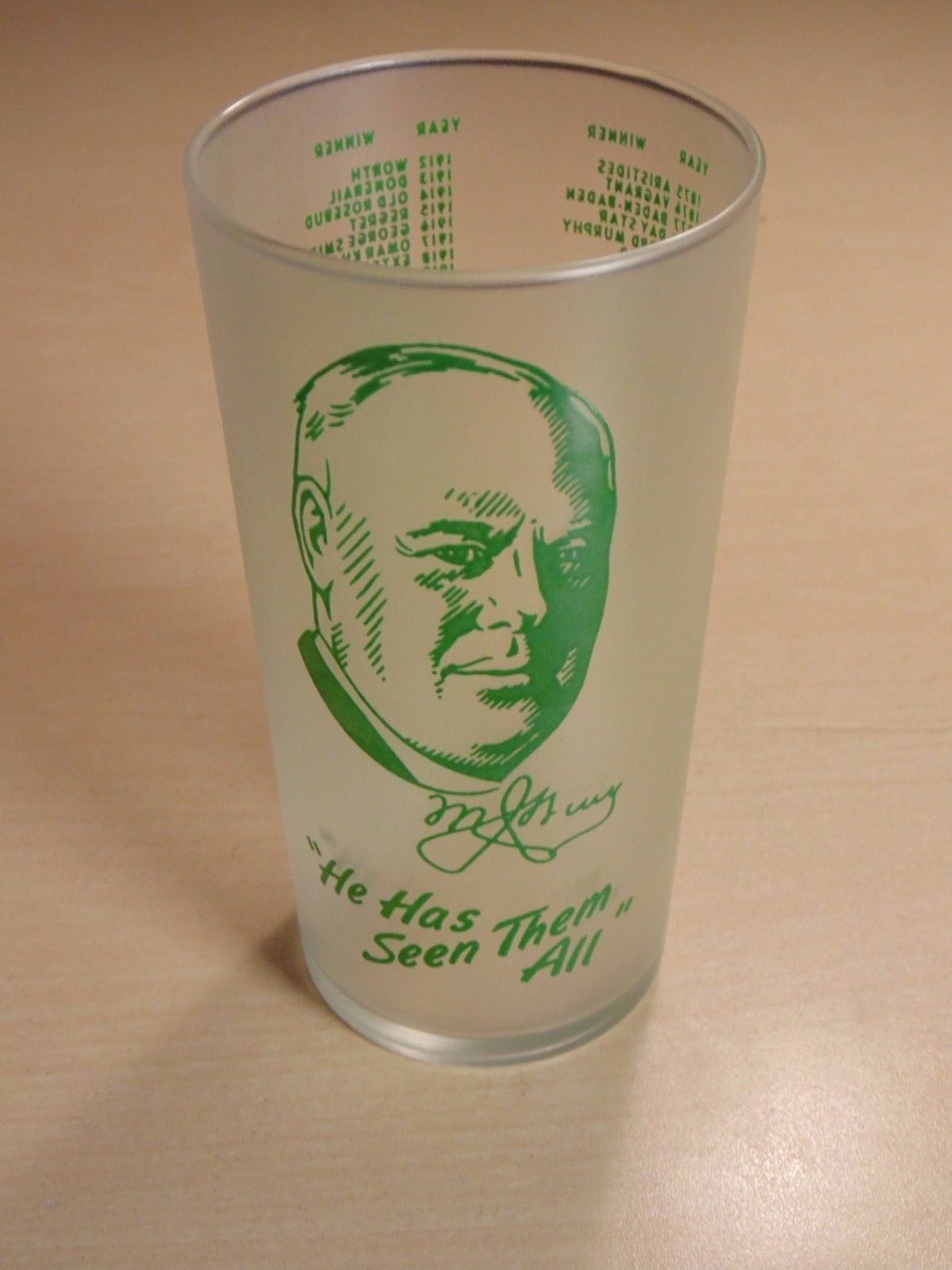
ウィンの肖像画がプリントされた1949年のケンタッキーダービー公式・ミントジュレップグラス。キャプションには「彼はすべて見てきた」とあり、これはウィンが1875年の最初のダービー以来、すべてのダービーを見てきたことを意味している。

マーティン・ジョセフ・ "マット"・ウィン （英語: Martin Joseph "Matt" Winn, 1861年6月30日 - 1949年10月6日）は、 アメリカ合衆国のチャーチルダウンズ競馬場の支配人。廃止の危機にあった同競馬場を救い、ケンタッキーダービーをアメリカ一の競走にまで盛り上げた人物として知られる。2017年、アメリカ競馬殿堂入りを果たした。

## 経歴

### 洋裁店から競馬界に

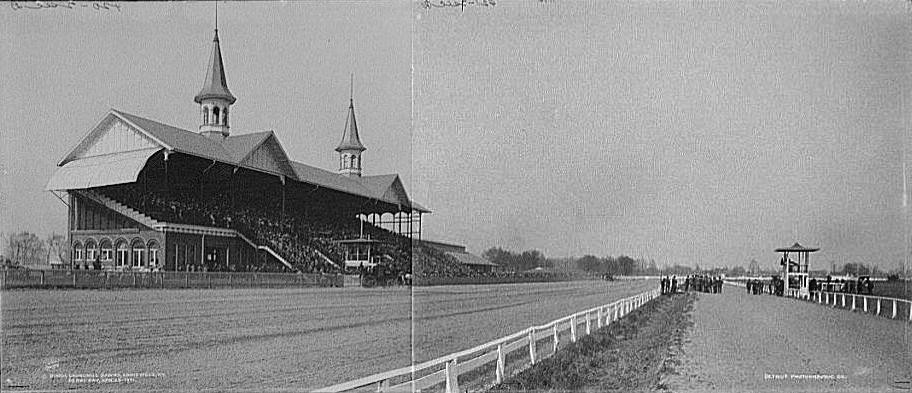
1901年当時のチャーチルダウンズ競馬場のスタンド。ウィンの一団は翌年に同競馬場の買収に着手する。

マット・ウィンは1861年6月30日にケンタッキー州ルイビルで生まれた人物である。1875年、13歳の時に野菜を売る父親の馬車に連れられ、チャーチルダウンズの内馬場に停めた馬車の上から第1回のケンタッキーダービーを見た日以来、この競走の愛好家であったという。ウィンは14歳の時に聖ザビエル高校を中退し、定時制の実業学校に入学、そこに数か月通いながらガラス会社の簿記係助手を勤め、その後野菜取引業、パックツアー販売員などを経て、1902年当時には地元ルイビルで洋裁店を営んでいた。
ウィンが洋裁店を営んでいた頃の1902年、顧客の1人であるウィリアム・E・アップルゲートから「私は街中で買い手を探してきたが誰も欲しがらない。君が最後の頼みの綱なんだ。もし君が断れば、ダービーは死ぬ」と、チャーチルダウンズ競馬場を買い取ってほしいと頼まれた。ウィンはこの時点で競馬運営の経験は全くなく、競馬へのかかわりも101倍の万馬券を2回当てたという程度であった。しかしウィンはこの依頼を受けて立ち、ルイビルの市民に出資を求めて回り、4万ドルをかき集めて競馬場の買収を手伝った。そして当時ルイビルの市長であったチャールズ・F・グレインジャーを社長に、自身は副社長となって新体制を作り上げていった。1904年にはゼネラルマネージャーにも就任している。この時点ではウィンは組織のトップではなかったが、後のチャーチルダウンズ広報部長であるジョージ・リーチが『ブラッド・ホース』誌において「ウィンがボスだった。ここに来たその日から、彼が物事を決めていた」と語っている通り、実質的な支配人はウィンが務めていた。
ウィンの人柄については、前述のリーチは「私が彼と親しくなったとき、あの人はもう80代で、当然丸くなっていたが、それでもおそろしく素敵で素晴らしい老人で、しかも非常に鋭かった。そしてなにより、どこから見ても鉄よりタフだった。私がウィンを最も尊敬するのは、下で働く者に対して、強い忠誠心を持っていたことだ」と語っている。同じくチャーチルダウンズで勤めていたスタンレー・ヒューゲンバーグは「彼は蛇口をひねるように（即座に）笑顔を作ることができた。色々な人、それも世界中の人とコネをつけられた。私も頭のいい人や金持ちの人と会ってきたが、ウィン大佐以外にダービーをあんなふうにできる人はいないと信じている」と語っている。ある友人はウィンのことをその上品な容姿を「唯一なるアイルランド人外交官だ」と評していたという。
ウィンはメディアの影響力を熟知しており、記者をあつくもてなした。特にニューヨークのメディアの影響力を重視したウィンは「他に何もいらないから、ニューヨークで最高の記者5人を僕の味方にしてください」と語ったこともあった。『クーリエ・ジャーナル』誌の記者ビリー・リードは「記者たちはウィンに恋をし、彼の生きた言葉を引用し、そしてタダ酒に酔った。彼が人に勘定書を取らせることはなかったが、特に記者はそうだった」と書いていた。『デイリー・レーシング・フォーム』の記者オスカー・オーティスはウィンについて「ウィンは報道する者の真の友達であり、状況の良し悪しに拘わらず、ダービーは競馬の世界で唯一絶対に重要なものだと信じさせる力を持っていた。そしてそれは伝染していったのである」と回顧し、また「ウィンはいつも自分のほうから有益なよう計らってくれた。新聞記者が好きで、ウィットに富み、記者を王様のように扱い、深く取材しようとすれば裏側まで見せてくれた。そのうえ上品で、人格に優れ、俗物的な部分は毛ほどもなかった。競馬においても誰でも平等と信じ、その通りに行動した」と付け加えている。ウィンがニューヨークのウォルドーフホテルに滞在すると、「ウィンはよい記事になる」とその宿に新聞記者が集まってきて、その中にはグラントランド・ライスやデイモン・ラニョンといった当時の有名な記者もいたという。マスコミに同調者が多かったことは、スキャンダルのもみ消しにも功を奏しており、例えば後述する1911年のダービーでは裏で八百長疑惑が起きていたが、ウィンはそれが大事にならないよう封じることに成功している。

### チャーチルダウンズの内外へ

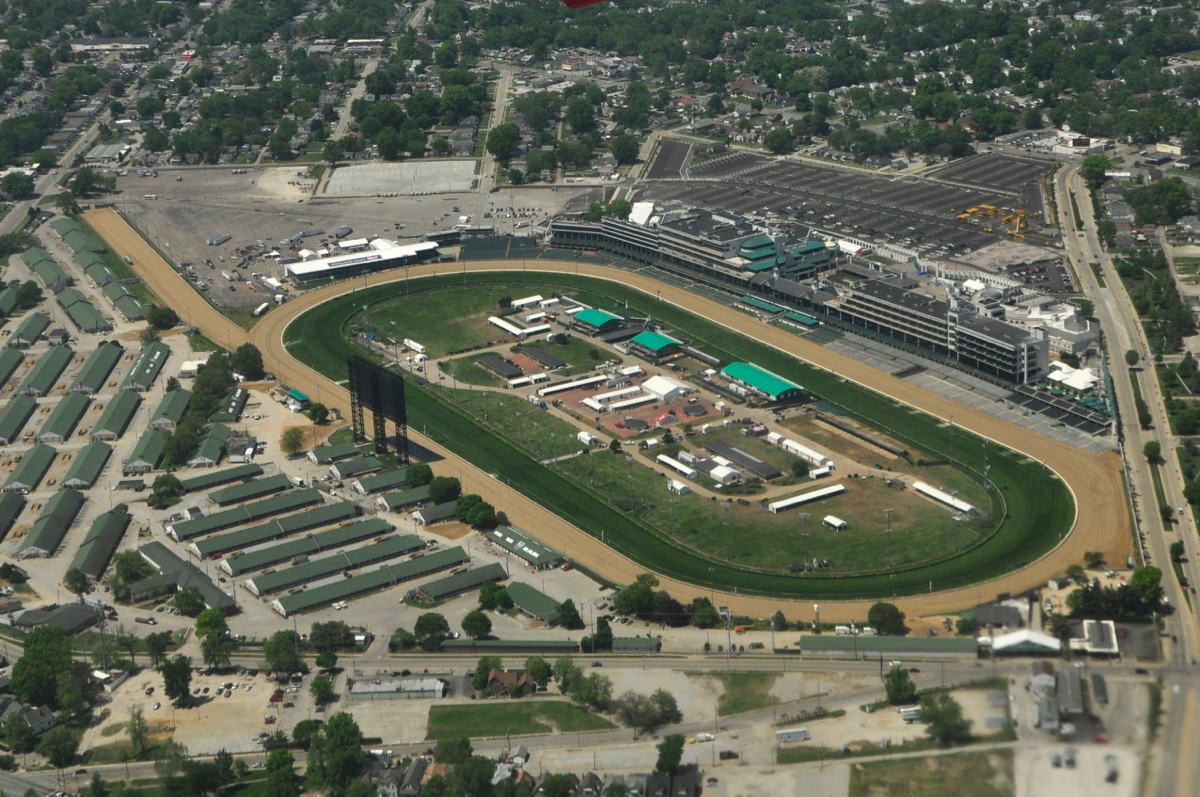
チャーチルダウンズ全景。内側の芝馬場は「マット・ウィン・ターフコース」と名付けられている。

ウィンの経営感覚は鋭く、特に広報の面で発揮された。当時のチャーチルダウンズは地元ルイビルの上流階級に注目されていなかったが、ウィンはこれに目を向けさせることに尽力した。競馬場のクラブハウス改修にあたって上流階級に会員を募り、結果200人から100ドルずつの資金を得て、1903年のダービーより前にクラブハウスの新造が完了した。その美観が『ルイビル・ヘラルド』紙などに報じられている。
また、チャーチルダウンズは当時ウエスタンターフ協会という競馬場の統括団体に所属していたが、この団体の主力競馬場はチャーチルダウンズに対して不都合な開催日程を押し付けようとしていた。ウィンはこれに反発し、1904年に同じく対抗意識を持つ競馬場などを巻き込んでアメリカンターフ協会を設立、競馬開催日を双方被らせる熾烈な攻撃を加えた結果、ウィン側が勝利を収めた。1907年頃のアメリカンターフ協会にはニュー・ルイビルジョッキークラブ（チャーチルダウンズ）のほか、同じルイビルのダグラスパーク競馬場、さらに州外のニューヨーク州ヨンカーズのエンパイアシティ競馬場、ルイジアナ州ニューオーリンズのクレセントシティジョッキークラブ、およびシティパーク競馬場が所属していた。
エンパイアシティ競馬場に関しては、のちに同競馬場支配人を務めるジェイムズ・バトラーとともにニューヨークに乗り込み、当時のジョッキークラブおよび有力者であるオーガスト・ベルモント2世の異議を封じ込めて設立にこぎつけている。ウィンとバトラーの手腕は国外にもおよび、1909年にメキシコの国境の町シウダー・フアレスにおいての競馬開催が円滑になるよう、革命家のパンチョ・ビリャに資金援助と協力要請を行っていたことがわかっている。ただ、フアレスにおける競馬運営は結局成功せず、1916年に競馬場は閉鎖されている。

### パリミュチュエル方式の導入
1908年、ルイビルの市長でありチャーチルダウンズ社長であるグレインジャーに敵対する勢力の働きかけにより、ルイビル市政府はブックメーカーによる賭事の一切を禁止する法律を通した。当時のチャーチルダウンズではブックメーカー方式以外の投票システムはなく、事実上の馬券発売禁止命令であった。
これに対してウィンは法の抜け穴を探し、その結果、条文には様々な賭事および賭博用機器の使用禁止が記されていたものの、1860年代に発明されたパリミュチュエル方式の集計用機械は禁止された機器に含まれていないことを発見した。初期のチャーチルダウンズには創設者であるメリウェザー・ルイス・クラーク・ジュニアによってフランスの競馬に倣ってプロトタイプのパリミュチュエル用の機械が導入されていたが、導入から3年後にお蔵入りしていた経緯があった。ウィンはこの機械をチャーチルダウンズにあった分のみならず、それ以外に質屋やコレクター所蔵品なども含めて11台確保して、開催に備えた。市政府はこの動きに対して、チャーチルダウンズでの賭事すべてを禁止する条例を通そうと試みた。しかしこれに対しては裁判所より妨害の阻止が命じられ、結果チャーチルダウンズ側は1908年春の開催を勝ち取ることに成功した。
この当時は賭博に対する風当たりが全米で強くなっていた時期で、特にブックメーカーは不正の温床扱いされた。このためチャーチルダウンズでは1911年には完全にパリミュチュエル方式に移行、ブックメーカーを排除していった。1913年の『デイリー・レーシング・フォーム』の総評記事ではウィンについて「好機を捉え、どんな事態も常に自分の手で制御して、マット・J・ウィンはここ数年で競馬の地位をかつてないほど高めた。ウィンはケンタッキー州競馬委員会の設立法制定にずっと活躍し、古い賭け方を新しいものに替えるよう導いた」と功績を称えている。1945年にウィンが著した自伝によれば、1914年時点でケンタッキー州はもちろんのこと、メリーランド州、オクラホマ州、ミシガン州、およびカナダのいくつかの州でパリミュチュエル方式が採用されていたとあり、以後この方式は全米の主流となっていった。

### ダービーをアメリカ最大の競走に
当時まだ、ケンタッキーダービーは地方のいちイベントでしかなく、ウィンが就任した1904年当時の3歳馬の大競走といえばシカゴのアメリカンダービー、またはニューヨークのベルモントステークスであり、アメリカ競馬の中心地である東部の注目を集めるには時間がかかった。1911年、ニューヨーク州でハート＝アグニュー法によって馬券発売が禁止され、大手の競馬場が閉鎖されると、ニューヨークの競馬人たちは他の州の競走に馬を送り込んでいった。1911年のケンタッキーダービーにはリチャード・F・カーマンが有力馬メリディアンを送り込んで優勝すると、ウィンは「素晴らしいレースだった、今回が将来を通じてチャーチルダウンズでの最高の開催となるだろう」と称賛した。
翌年以降も東部から出走する有力馬が続出し、1912年には前年の最優秀2歳牡馬であったワースが出走して優勝、1913年にはテンポイントという有力馬が出走して本命視されたが、大穴ドンレイルがレコードタイムで優勝して184.9ドルの高額配当を叩きだす波乱の結果を見せた。1914年には前年の2歳チャンピオンであったオールドローズバドが出走し、2分03秒40のレコードタイムで走破、ウィンはこれに「オールドローズバドは私の望みをすべて叶えてくれた。今年は驚くほど優秀な3歳馬が集まったが、この馬がホッジ（騎手）を乗せてここの10ハロンのレコードを樹立するのを見ていても、私はびっくりしなかった。観衆については、これまでケンタッキー州で動員された最高の人数をはるかに超えていたね」とコメントしている。
1915年にチャーチルダウンズはケンタッキーダービーに「アメリカ最大の競走」というキャッチコピーで広告を打ち、1913・14年連年のレコード決着を引き合いに出して盛り上げた。この1915年の競走では、東海岸でも有数の馬主である ハリー・ペイン・ホイットニーの所有する、有力3歳牝馬のリグレットが出走し、同馬に優勝したことでその地位を確たるものにした。ウィンは後にこの競走を振り返り、「この競走ではリグレットが勝つことだけが重要だった。そうなれば我々の全国的な大宣伝になる。そしてリグレットは期待を裏切らなかった。おかげでダービーはアメリカの名物になることができた」と語っている。
また、1922年にはプリークネスステークスとケンタッキーダービーが同日の開催になっていたが、ここで注目されたのが前年無敗の2歳チャンピオンであったモーヴィックのレース選択で、このスターホースがどちらの大競走に出走するかが注目された。ウィンは競走の2か月前には「モーヴィックはバラを求めて走るだろう」と宣言、すかさずはニューヨークに出向き、モーヴィックの馬主であるベン・ブロックを含む多数の競馬関係者にダービーについて語り、さらに出走の確約を取り付けてきた。予想通りモーヴィックは同年のケンタッキーダービーを優勝し、その記事は『ニューヨーク・タイムズ』や『ニューヨーク・モーニング・テレグラム』などの新聞の1面を飾った。
第二次世界大戦が勃発していた1943年、アメリカ国防輸送局のジョセフ・B・イーストマンは、チャーチルダウンズに対して開催中止の通告を行っていた。しかしウィンはこれに反発し、「ケンタッキーダービーは行われる。たとえ出走馬が2頭しかいなくても、観客が2人しかいなくても」と宣言。一方でルイビルの外からの観客を集めないことで輸送の負担を軽減する方針を提案し、またゴムタイヤの需要制限にも抵触しないように駐車場を閉鎖、来場者に自動車で来ないよう呼びかけも行った。これにイーストマンも折れ、ダービーは開催が許可された。その上でウィンはルイビル市街に住む指定席券を持つファンから券を買い取り、それをルイビル付近に駐屯する陸軍に融通し、これによって1943年のダービーにはルイビルの人口を超える61,209人の観衆が詰めかけていた。来場者が自動車を控えて替わりに使った交通手段から、1943・44年のダービーは「Streetcar Derby（路面電車のダービー）」と呼ばれた。

### 死没
ウィンの目標はダービーの75周年（ダイヤモンドジュビリー）を目にすることで、そのために常に計画を練っていた。1947年に重病を患ったものの、その後回復し、1949年にポンダーが第75回ダービーを優勝するのを目にすることができた。ウィンはその年1949年の10月6日にルイビルで亡くなった。遺骸はルイビルにあるセントルイス墓地に埋葬されている。

## 表彰
- ケンタッキー州よりケンタッキー・カーネル（ケンタッキー州軍名誉大佐）の称号が贈られている[25]。
- チャーチルダウンズでは、2002年よりウィンの名前を冠した「マットウィンステークス」を例年毎年5月に開催している。
- 『ブラッド・ホース』編集部の選ぶ競馬史の名場面100選『Horse Racing's Top 100 Moments』において、パリミュチュエル方式の導入が16位、チャーチルダウンズとダービーの延命が19位に位置づけられている。
- 2017年、アメリカ競馬名誉の殿堂博物館により、競馬の発展に大きく寄与した人物に与えられる「ピラー・オブ・ザ・ターフ」のカテゴリで殿堂に加えられる[1]。